# MS Большого Пса
MS Большого Пса (лат. MS Canis Majoris), HD 56554 — двойная затменная переменная звезда типа Алголя (EA) в созвездии Большого Пса на расстоянии приблизительно 2933 световых лет (около 899 парсеков) от Солнца. Видимая звёздная величина звезды — от +7,26m до +7,13m. Орбитальный период — около 3,0854 суток.

## Характеристики
Первый компонент — бело-голубой гигант или субгигант спектрального класса B2III/IV или B2V.